# Tocotrienol
Tocotrienolii sunt o clasă de compuși organici (derivați fenolici metilați), câțiva reprezentanți fiind vitamine E. Au caracter antioxidant, similar cu tocoferolii.

## Forme
Vitaminele E pot fi tocoferoli sau tocotrienoli, ambele clase având un nucleu croman de care se leagă o grupă hidroxil. Aceasta este implicată în procese redox, reducând radicalii liberi. Catena alifatică lungă permite penetrarea membranelor celulare. Spre deosebire de tocoferoli, tocotrienolii prezintă legături duble în această catenă. Formele posibile sunt α (alfa), β (beta), γ (gama) și δ (delta), acestea fiind determinate de poziția grupelor metil pe nucleul croman:
| Forma             | Structura |
| ----------------- | --------- |
| alfa-tocotrienol  |           |
| beta-tocotrienol  |           |
| gama-tocotrienol  |           |
| delta-tocotrienol |           |